# CEMT-Genehmigung
CEMT ist die Abkürzung für die Europäische Verkehrsministerkonferenz (englisch European Conference of Ministers of Transport (ECMT), französisch Conférence Européenne des Ministres des Transports (CEMT)). Die derzeit der CEMT angehörenden 43 europäischen Staaten bilden den CEMT-Raum. Dieser besteht aus den europäischen Staaten der OECD sowie einigen ost- und südosteuropäischen Staaten. Der Güterverkehr innerhalb des CEMT-Raumes ist durch ein System von Genehmigungen geregelt.

## Übersicht
Für Fahrten z. B. nach Albanien, Georgien, Russland oder in die Türkei muss eine CEMT-Genehmigung mitgeführt werden. CEMT-Genehmigungen sind multilateral, d. h., sie erlauben den Güterverkehr zwischen allen CEMT-Staaten.
CEMT-Genehmigungen erteilt in der Bundesrepublik das Bundesamt für Logistik und Mobilität (BALM), ihre Anzahl ist begrenzt. Ihre Gültigkeit ist befristet auf ein Jahr (Jahresgenehmigung) oder 30 Tage (Kurzzeitgenehmigung). CEMT-Umzugsgenehmigungen werden mit einer Geltungsdauer von 5 Jahren erteilt.
Die Mitgliedstaaten Österreich, Italien, Griechenland und die Russische Föderation haben die Zahl der Genehmigungen anderer Mitgliedstaaten auf ihrem Territorium begrenzt. Die Fahrzeuge mit CEMT-Genehmigungen, die mit einem roten Sperrstempel für diese Länder („A“-, „I“-, „GR“- und „RUS“-Sperren) versehen sind, dürfen dort nicht be- und entladen werden. Der Transit durch einen auf der Genehmigungsurkunde mit Sperrstempel vermerkten Staat ist zulässig, sofern eine anderweitige, für das jeweilige Land gültige Berechtigung eingesetzt wird.
Ausgeschlossen sind sogenannte Kabotageverkehre innerhalb eines Mitgliedstaates.
Die Genehmigung und das mit der Erteilung der Genehmigung vom Bundesamt für Logistik und Mobilität ausgehändigte Fahrtenberichtsheft (nicht zu verwechseln mit dem fahrzeugbezogenen Fahrtenbuch) müssen für jede Fahrt – mit oder ohne Ladung – mitgeführt und vor Fahrtantritt ausgefüllt werden. Der Nachweis muss gegenüber dem Bundesamt binnen 4 Wochen nach Ablauf jeden Kalendermonats; bei Fehlen einer solchen Fahrt ist dem BALM ein Fehlanzeige zu übermitteln.
Der Einsatz einer CEMT-Genehmigung darf nur mit lärm- und schadstoffarmen Fahrzeugen erfolgen. Derzeit ist dies nur bei Fahrzeugen ab Euro-IV-Abgasnorm möglich.

## Voraussetzungen für die Erteilung
- Zulassung für den Güterkraftverkehr
- Niederlassung in Deutschland
- Fahrzeuge: mindestens Euro IV
- Geltungsbereich: Transporte innerhalb der Mitgliedstaaten der CEMT
- Kabotage: verboten
- Dreiländerverkehr: erlaubt
- Anzahl: begrenzt (kontingentiert)
- Geltungsdauer: 1 Kalenderjahr, Wiedererteilung auch 1 Jahr, CEMT-Lizenz muss ausgenutzt werden
- Ausgabe: beim BALM
- EU-Lizenz oder Erlaubnis nach dem GükG, bei einer Wiedererteilung die Ausnutzung der vorherigen CEMT-Lizenz[3]